# Agnieszka Cyl
Agnieszka Cyl, född Grzybek den 28 februari 1984 i Jelenia Góra, är en polsk skidskytt som tävlat i världscupen sedan 2007.
Cyl har deltagit vid VM 2008 och 2009. Hennes bästa resultat är en tjugonde plats från VM 2009 i distansloppet. Vid Olympiska vinterspelen 2010 blev hon sjua i distansloppet, vilket är hennes bästa resultat hittills.